# أمين الشرميطي
محمد أمين الشرميطي هو لاعب كرة قدم تونسي.
وكان لاعبا بنادى النجم الرياضي الساحلي التونسي له إنجازات مع المنتخب ومع ناديه ومنها إحرازه الهدف الثاني في اياب نهائى دوري ابطال أفريقيا بالقاهرة وأحرازه هدف الفوز في كاس السوبر الأفريقي 2008 وتحصلة مع فريقه على المركز الرابع في كأس العالم للأندية التي اقيمت في اليابان.
في شهر ديسمبر من عام 2007.
انتقل امين الشرميطى إلى نادى الاتحاد السعودي الذي خرج من بطولة ابطال آسيا عام 2009
والمؤهلة إلى كأس العالم للأندية المقرر اقامتها في شهر ديسمبر عام 2009

## روابط خارجية
- أمين الشرميطي على موقع الاتحاد الدولي (مؤرشف)  (الإنجليزية)
- أمين الشرميطي على موقع الاتحاد الأوربي (الإنجليزية)
- أمين الشرميطي على موقع إي إس بي إن إف سي (الإنجليزية)
- أمين الشرميطي على موقع قاعدة بيانات كرة القدم.إي يو (الإنجليزية)
- أمين الشرميطي على موقع بيانات كرة القدم. دي إي (الألمانية)
- أمين الشرميطي على موقع ليكيب (الفرنسية)
- أمين الشرميطي على موقع ناشيونال فوتبول تيمز (الإنجليزية)
- أمين الشرميطي على موقع Soccerway.com (الإنجليزية)
- أمين الشرميطي على موقع عالم كرة القدم.نت (الإنجليزية)
- أمين الشرميطي على موقع كووورة